# گزل‌دره (لوری)
گزل‌دره (به زبان لاتین: Gezaldara) یک منطقه مسکونی در ارمنستان است که در استان لوری واقع شده‌است.